# Groveton (New Hampshire)
Groveton – jednostka osadnicza w Stanach Zjednoczonych, w stanie New Hampshire, w hrabstwie Coös.